# Nepenthes albomarginata
Nepenthes albomarginata este o specie de plante carnivore din genul Nepenthes, familia Nepenthaceae, ordinul Caryophyllales, descrisă de T. Lobb și John Lindley. Conform Catalogue of Life specia Nepenthes albomarginata nu are subspecii cunoscute.

## Galerie de imagini

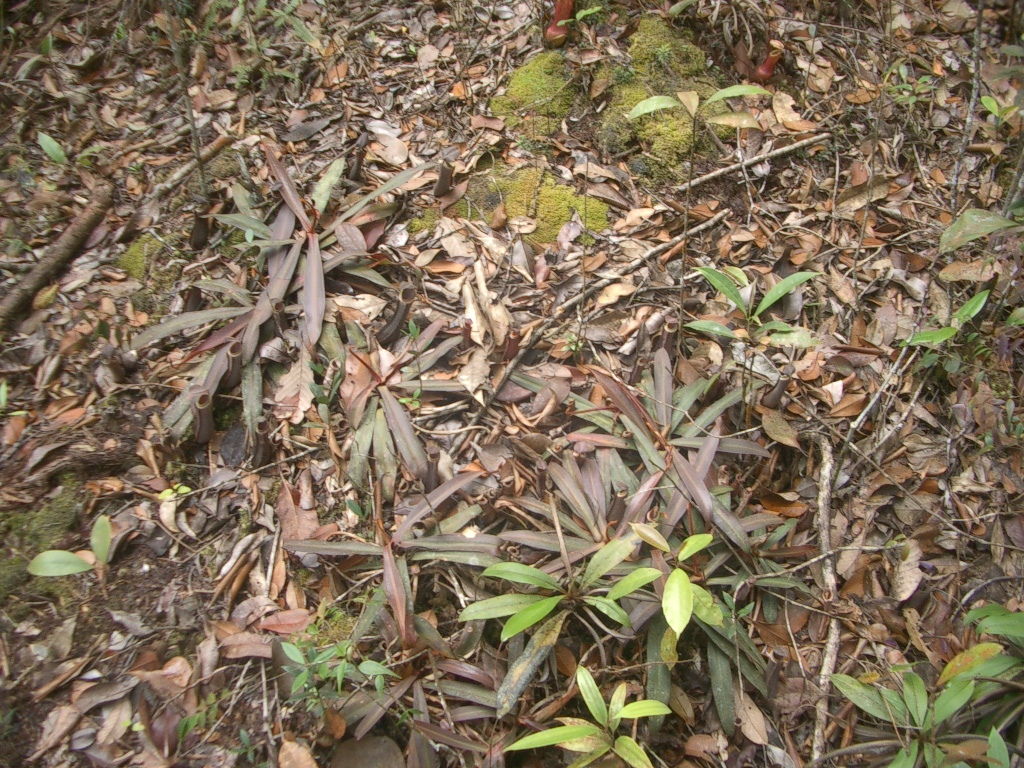
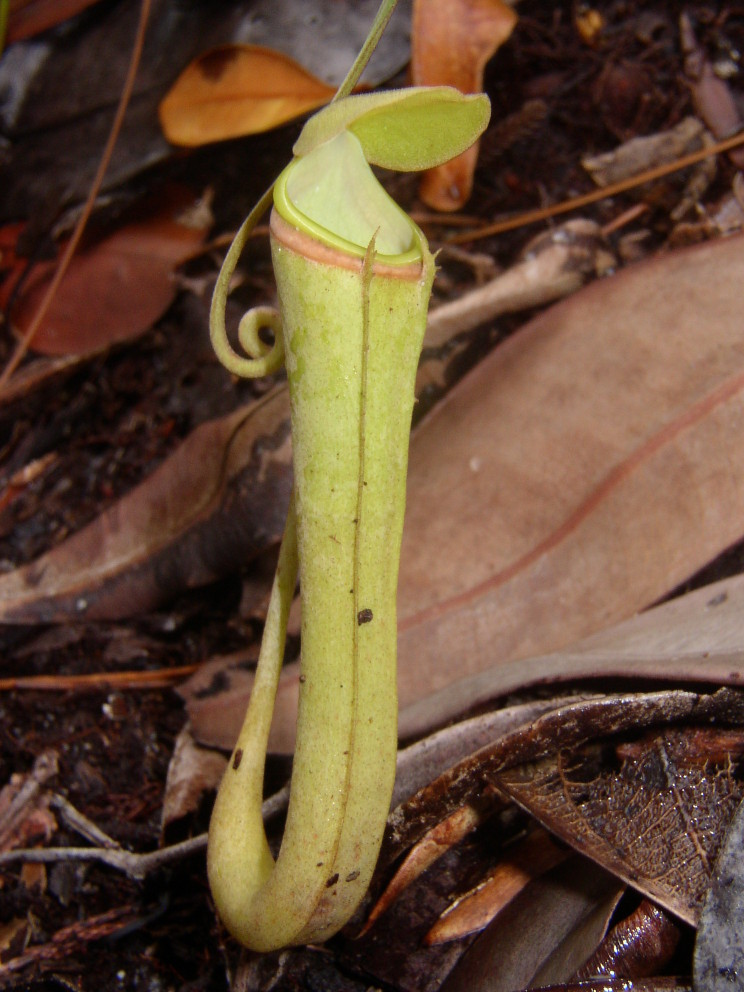
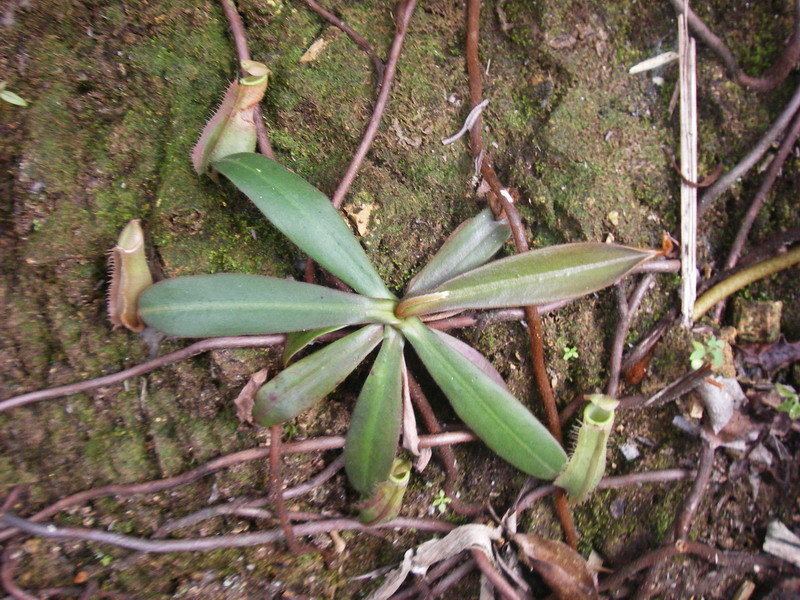
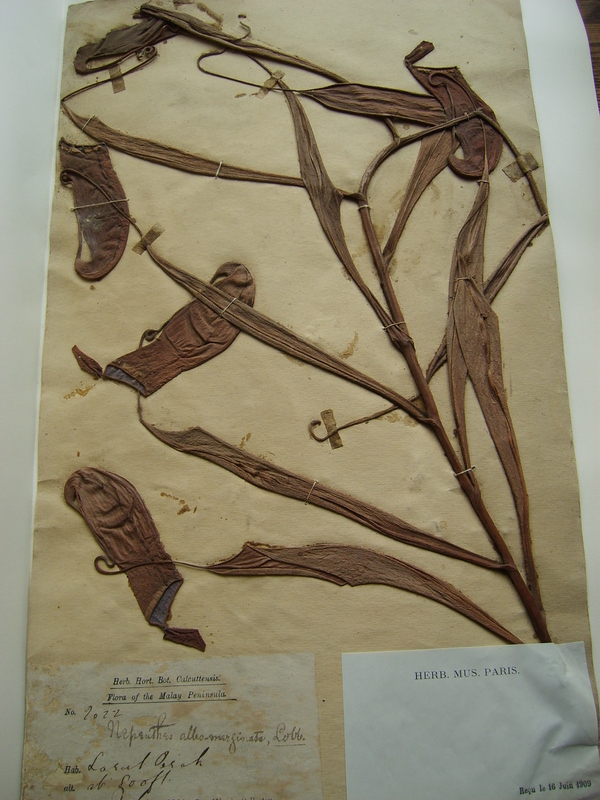
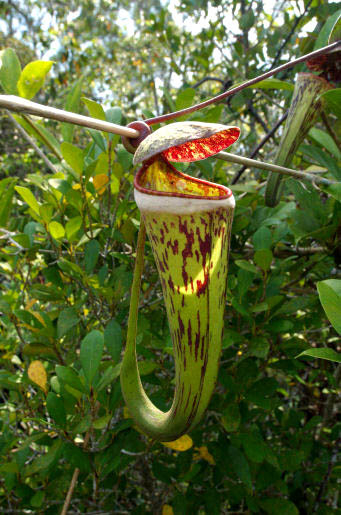
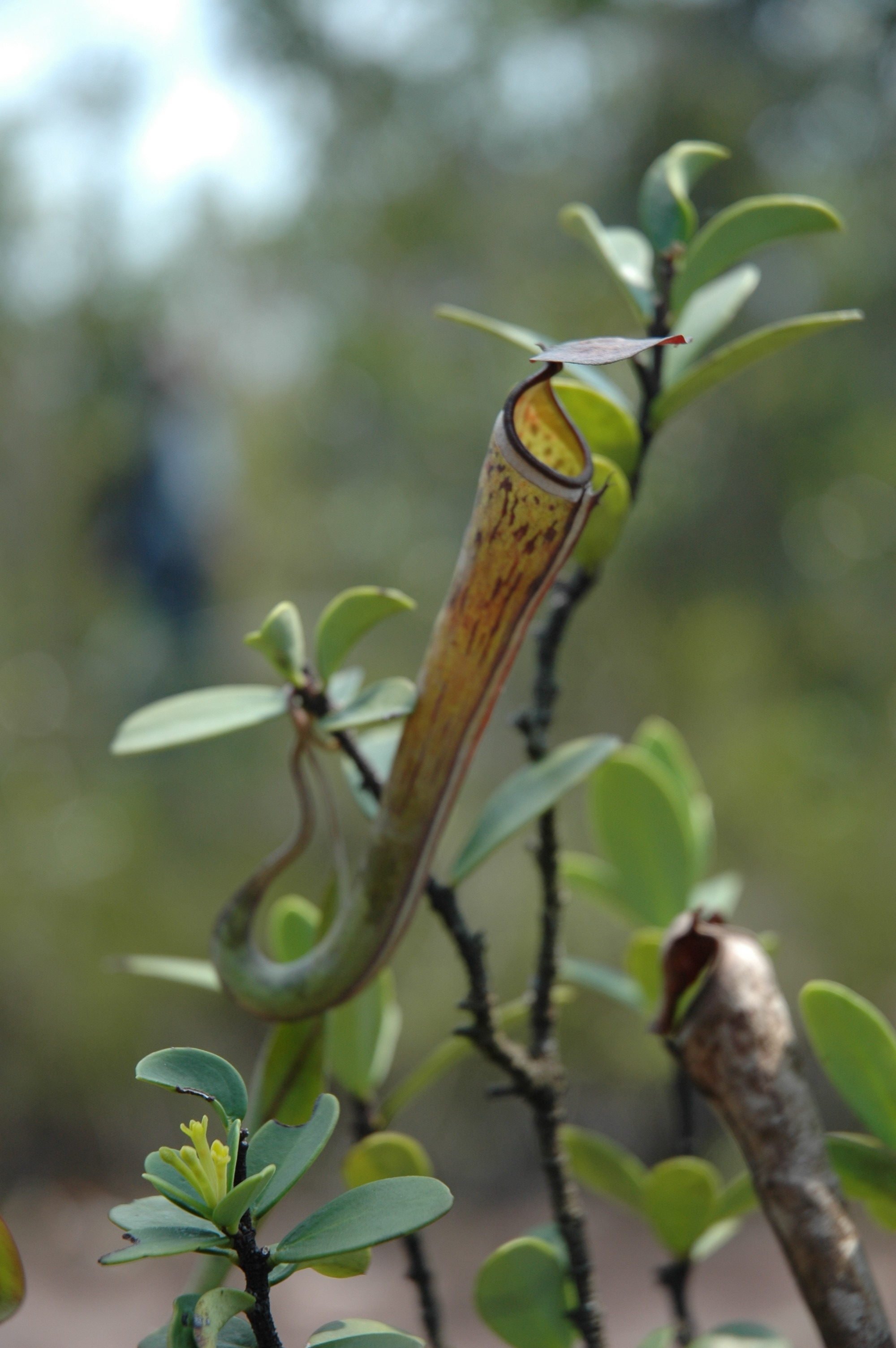